# 바이올린, 비올라와 오케스트라를 위한 신포니아 콘체르탄테
바이올린, 비올라와 오케스트라를 위한 신포니아 콘체르탄테 내림 마장조(K.364/320d)는 모차르트가 뮌헨, 만하임과 파리 등을 거친 여행(1777년-1779년)을 마치고 돌아온 뒤 1779년 잘츠부르크에서 작곡한 신포니아 콘체르탄테(협주교향곡)이다. 모차르트의 같은 장르 작품들 가운데 가장 뛰어난 작품으로 여겨진다.
다음과 같이 세 악장으로 구성되어 있다.
- 알레그로 마에스토소 (Allegro Maestoso)
- 안단테 (Andante)
- 프레스토 (Presto)

이 작품에 나타나는 복잡한 강약법은 모차르트가 1777년부터 1779년까지의 유럽 여행에서 경험한 만하임 악파의 영향을 크게 받은 것으로, 당시 유럽 오케스트라들의 발전하고 있는 기교를 반영하고 있다.
비올라 부분은 E flat 장조가 아닌 D 장조로 쓰였으며, 더 밝고 높은 음색을 위해 개방현을 반음씩 높이는 변칙조율을 사용했다. 이러한 조율법은 현대 비올라로 연주할 때는 잘 적용되지 않으며 원전 연주를 할 때에 주로 적용된다.
미국의 작곡가이자 베이스 연주자인 에드거 메이어는 이 작품에 큰 관심을 갖고 1995년에 모차르트의 신포니아 콘체르탄테와 그 양식은 다르지만 구조적으로 매우 비슷한 더블 베이스, 첼로와 오케스트라를 위한 이중 협주곡을 작곡했다.
피터 그리너웨이 감독의 영화 차례로 익사시키기에 사용되었던 마이클 나이만의 변주곡들로 인해 이 작품의 두 번째 악장은 가장 널리 알려져 있다. 영화에서는 매번의 익사 이후마다 원곡도 연주된다.

## 음악 파일 (Ogg형식)
연주앙상블: 풀다 교향악단
지휘: 사이먼 쉰들러
독주: 레베카 헤르만 (바이올린), 크리스티나 릴 (비올라)
녹음장소: Grosser Saal der Orangerie Fulda
날짜: 2002-03-10 (녹음)
음반: 3. Benefiz Symphonie-Konzert
트랙 번호: 2 - 3 - 4
저작권저작권: EFF Open Audio License (https://web.archive.org/web/20070205162657/http://www.eff.org/IP/Open_licenses/eff_oal.php)
위키백과 저작권 정보: 아래의 위키미디어 공용 파일 정보 연결 참조
| 악장                   | 시간  | 파일 크기 (바이트) | 위키미디어 공용 내려받기 | 위키미디어 공용 파일 정보 | 바깥 내려받기                                                                                         |
| ---------------------- | ----- | ------------------ | ------------------------ | ------------------------- | --- |
| 1. 알레그로 마에스토소 | 13:23 | 18,133,196         | 내려받기                 | 파일 정보                 | https://web.archive.org/web/20041226035127/http://www-plan.cs.colorado.edu/henkel/fso/cd3/track02.ogg |
| 2. 안단테              | 10:04 | 13,701,885         | 내려받기                 | 파일 정보                 | https://web.archive.org/web/20041226040318/http://www-plan.cs.colorado.edu/henkel/fso/cd3/track03.ogg |
| 3. 프레스토            | 6:28  | 8,737,653          | 내려받기                 | 파일 정보                 | https://web.archive.org/web/20041226041103/http://www-plan.cs.colorado.edu/henkel/fso/cd3/track04.ogg |